# Danskøya
Danskøya is een onbewoond eiland in de Noorse archipel Spitsbergen en ligt ten westen van het hoofdeiland Spitsbergen met landstreek Albert I Land. Twee kilometer ten noorden van Danskøya ligt het eiland Amsterdam.
Tussen deze twee eilanden en het hoofdeiland ligt het fjord Smeerenburgfjorden. 
Het eiland is ongeveer 9 kilometer lang en 7 kilometer breed en heeft een oppervlakte van 40.6 vierkante kilometer. Het hoogste punt is de Svedbergfjellet met een hoogte van 351 meter. 